# Kung-Fu Magoo
Kung-Fu Magoo is een Mexicaans-Amerikaanse animatiefilm uit 2010 geregisseerd door Andrés Couturier. De actiekomedie is gebaseerd op het personage van Mr. Magoo, zoals ontworpen door Millard Kaufman en John Hubley. In de Engelstalige versie worden de stemmen ingesproken door Dylan en Cole Sprouse, Alyson Stoner, Tom Kenny, Rodger Bumpass, Jim Conroy, Chris Parnell en Maile Flanagan.